# まぼろし (蒼山幸子のアルバム)
『まぼろし』は、蒼山幸子の1枚目のEP。

## 解説
- 2019年11月に行われた「蒼山幸子 presents はじめのひととき」ツアー会場限定で販売されていた音源がROCKET-EXPRESSでの全曲配信と通販限定でリリースされたもの[1]。
- リリースに先駆けて、「まぼろし」、「バニラ」、「鳥と糸」が11月9日より先行配信された[2]。
- ギター演奏の他、編曲やプログラミングなど、全曲の制作にシナリオアートのハヤシコウスケが参加している。
- ROCKET-EXPRESS限定特典として、アナザージャケットカードが付属する。
- 収録曲「バニラ」はミュージックビデオが制作された。ねごとの「メルシールー」、「sharp ♯」、「endless」などを手がけた志賀匠の監督による全編アニメーション作品となっている[1]。

## 収録曲
| #         | タイトル                                | 作詞      | 作曲      | 編曲                                   | 時間  |
| --------- | --------------------------------------- | --------- | --------- | -------------------------------------- | ----- |
| 1.        | 「まぼろし」(11月9日に先行配信)         | 蒼山幸子  | 蒼山幸子  | 蒼山幸子、ハヤシコウスケ (Scenarioart) | 4:12  |
| 2.        | 「バニラ」(11月9日に先行配信)           | 蒼山幸子  | 蒼山幸子  | 蒼山幸子、ハヤシコウスケ (Scenarioart) | 3:20  |
| 3.        | 「ミューズ」                            | 蒼山幸子  | 蒼山幸子  | 蒼山幸子、ハヤシコウスケ (Scenarioart) | 4:36  |
| 4.        | 「鳥と糸」                              | 蒼山幸子  | 蒼山幸子  | 蒼山幸子、ハヤシコウスケ (Scenarioart) | 5:21  |
| 5.        | 「silence of light」(11月9日に先行配信) | 蒼山幸子  | 蒼山幸子  | 蒼山幸子、ハヤシコウスケ (Scenarioart) | 4:14  |
| 6.        | 「セブンスヘブン」                      | 蒼山幸子  | 蒼山幸子  | 蒼山幸子、ハヤシコウスケ (Scenarioart) | 4:48  |
| 合計時間: | 合計時間:                               | 合計時間: | 合計時間: | 合計時間:                              | 26:31 |

全作詞･作曲：蒼山幸子、全編曲：蒼山幸子、ハヤシコウスケ (Scenarioart)